# Svetlana Velmar-Janković
Svetlana Velmar-Janković (en cyrillique : Светлана Велмар-Јанковић), née le 1er février 1933 à Belgrade et morte le 9 avril 2014 dans la même ville, est une romancière et une journaliste serbe, qui compte parmi les écrivains les plus importants de son temps. Elle est la fille de l'écrivain Vladimir Velmar-Janković qui fut membre du Gouvernement de salut national de Milan Nedić pendant la Seconde Guerre mondiale.

## Biographie
Pendant ses études, Svetlana Velmar-Janković travaille comme journaliste, puis, en 1959, elle entre dans la maison d'édition belgradoise Prosveta en tant que lectrice pour les œuvres en prose et les essais contemporains yougoslaves. En 1971, elle devient membre du comité éditorial de la maison.
À partir de 1989, elle commence à travailler en tant qu'écrivain indépendant, ses livres étant publiés par les éditions Stubovi kulture (« Les Piliers de la culture »). Jusqu'en 2003, elle fait partie de la Commission pour la vérité et la réconciliation (en serbe : Komisije za istinu i pomirenje). En 2006, elle est devenue membre associé de l'Académie serbe des sciences et des arts et, en 2009, membre à part entière de cette académie.
Belgrade, sa ville natale, se trouve toujours au centre de ses œuvres, quel qu'en soit le genre.

## Récompenses
Parmi les nombreuses récompenses reçues par Svetlana Velmar-Janković, on peut citer le prix NIN du meilleur roman qui lui est attribué en 1995 pour L'Abîme (Bezdno).

## Œuvres
- Ožiljak (« Cicatrice »), 1956
- Savremenici, 1968
- Dorćol, 1981
- Lagum, 1990 Publié en français sous le titre Dans le noir, traduit par Alain Cappon, Paris, éditions Phébus, coll. « D'aujourd'hui. Étranger », 1997  (ISBN 2-85940-492-9) ; réédition, Paris, Phébus, coll. « Libretto » no 82, 2001  (ISBN 2-85940-757-X)
- Ukletnici, 1993
- Vračar, 1994
- Knez Mihailo, 1994
- Bezdno, 1995 Publié en français sous le titre L'Abîme, traduit par Alain Cappon, Paris, Phébus, coll. « D'aujourd'hui. Étranger », 2001  (ISBN 2-85940-753-7)
- Glasovi (« Les Voix »), 1997
- Knjiga za Marka (« Le Livre de Marko »), 1998
- Svetilnik, 1998
- Nigdina, 2000 Publié en français sous le titre Le Pays de Nulle part, traduit par Alain Cappon, Paris, Phébus, coll. « D'aujourd'hui. Étranger », 2004  (ISBN 2-85940-969-6)
- Žezlo (« Le Sceptre »), 2001
- Prozraci (« Ventilation »), 2003
- Ocarane naocari, 2006

## Annexe